# Démographie de la métropole de Lyon
Cet article concerne la démographie de la métropole de Lyon. Pour celle de la circonscription départementale du Rhône, voir Démographie du Rhône.
La démographie de la métropole de Lyon est caractérisée par une densité forte et une population jeune.
Avec ses 1 433 613 habitants en 2022, le département français de la métropole de Lyon se situe en 13e position sur le plan national.
En six ans, de 2015 à 2021, sa population s'est accrue de près de 71 700 unités, c'est-à-dire de plus ou moins 12 000 personnes par an. Mais cette variation est différenciée selon les 58 communes que comporte la métropole.
La densité de population de la métropole de Lyon, 2 686,2 habitants par kilomètre carré en 2022, est 25 fois supérieure à celle de la France entière qui est de 107,1 hab./km2 pour la même année.

## Évolution démographique de la métropole de Lyon
En 2022, la métropole comptait 1 433 613 habitants, en évolution de +3,79 % par rapport à 2016 (France hors Mayotte : +2,11 %).
| 2016      | 2021      | 2022      |
| --------- | --------- | --------- |
| 1 381 249 | 1 424 069 | 1 433 613 |

## Communes de plus de15 000 habitants
Sur les 58 communes que comprend le département de la métropole de Lyon, 53 ont en 2021 une population municipale supérieure à 2 000 habitants, 38 ont plus de 5 000 habitants, 22 ont plus de 10 000 habitants, 18 ont plus de 15 000 habitants et onze ont plus de 25 000 habitants : Lyon, Villeurbanne, Vénissieux, Vaulx-en-Velin, Saint-Priest, Caluire-et-Cuire, Bron, Oullins-Pierre-Bénite, Meyzieu, Rillieux-la-Pape et Décines-Charpieu.
Les évolutions respectives des communes de plus de 15 000 habitants sont présentées dans le tableau ci-après.
| Commune               | Population(2022) | Variation(2022/2016)                        | Superficie(km2) | Densité(hab./km2) |
| --------------------- | ---------------- | ------------------------------------------- | --------------- | ----------------- |
| Lyon                  | 520 774          | en évolution de +0,98 % par rapport à 2016  | 47,87           | 10 878,9          |
| Villeurbanne          | 162 207          | en évolution de +8,85 % par rapport à 2016  | 14,52           | 11 171,3          |
| Vénissieux            | 66 701           | en évolution de +1,98 % par rapport à 2016  | 15,33           | 4 351             |
| Vaulx-en-Velin        | 52 448           | en évolution de +8,15 % par rapport à 2016  | 20,95           | 2 503,5           |
| Saint-Priest          | 49 193           | en évolution de +7,31 % par rapport à 2016  | 29,71           | 1 655,8           |
| Caluire-et-Cuire      | 43 479           | en évolution de +1,31 % par rapport à 2016  | 10,45           | 4 160,7           |
| Bron                  | 42 850           | en évolution de +4,36 % par rapport à 2016  | 10,3            | 4 160,2           |
| Oullins-Pierre-Bénite | 37 928           | -                                           | 8,88            | 4 271,2           |
| Meyzieu               | 36 437           | en évolution de +10,43 % par rapport à 2016 | 23,01           | 1 583,5           |
| Rillieux-la-Pape      | 31 479           | en évolution de +5,33 % par rapport à 2016  | 14,48           | 2 174             |
| Décines-Charpieu      | 29 905           | en évolution de +7,37 % par rapport à 2016  | 17,01           | 1 758,1           |
| Tassin-la-Demi-Lune   | 22 819           | en évolution de +2,07 % par rapport à 2016  | 7,79            | 2 929,3           |
| Sainte-Foy-lès-Lyon   | 21 893           | en évolution de −0,46 % par rapport à 2016  | 6,83            | 3 205,4           |
| Saint-Genis-Laval     | 21 329           | en évolution de −1 % par rapport à 2016     | 12,92           | 1 650,9           |
| Givors                | 20 943           | en évolution de +8,45 % par rapport à 2016  | 17,34           | 1 207,8           |
| Saint-Fons            | 19 549           | en évolution de +5,29 % par rapport à 2016  | 6,06            | 3 225,9           |
| Écully                | 18 019           | en évolution de −0,43 % par rapport à 2016  | 8,45            | 2 132,4           |
| Francheville          | 15 664           | en évolution de +9,71 % par rapport à 2016  | 8,18            | 1 914,9           |
| Source : Insee.       |                  |                                             |                 |                   |

## Structures des variations de population

### Soldes naturels et migratoires depuis 1968
La variation moyenne annuelle est positive mais en baisse depuis les années 1970, passant de 1,0 à 0,6 %.
Le solde naturel annuel qui est la différence entre le nombre de naissances et le nombre de décès enregistrés au cours d'une même année, varie entre 0,9 à 0,8 %. La baisse du taux de natalité, qui passe de 18,1 à 14,7 ‰, est en fait compensée par une baisse équivalente du taux de mortalité, qui parallèlement passe de 9 à 7 ‰.
Le flux migratoire diminue et devient négatif, passant de 0,1 à −0,1 % sur la période courant de 1968 à 2021. 
| Indicateurs démographiques                       | 1968 à1975 | 1975 à1982 | 1982 à1990 | 1990 à1999 | 1999 à2010 | 2010 à2015 | 2015 à2021 |
| ------------------------------------------------ | ---------- | ---------- | ---------- | ---------- | ---------- | ---------- | ---------- |
| Variation annuelle moyenne de la population en % | 1,0        | -0,2       | 0,3        | 0,3        | 0,7        | 1,1        | 0,6        |
| - due au solde naturel en %                      | 0,9        | 0,7        | 0,7        | 0,7        | 0,8        | 0,9        | 0,8        |
| - due au solde apparent des entrées sorties en % | 0,1        | -0,9       | -0,4       | -0,4       | -0,1       | 0,2        | -0,1       |
| Taux de natalité en ‰                            | 18,1       | 15,8       | 15,4       | 14,9       | 15,1       | 15,6       | 14,7       |
| Taux de mortalité en ‰                           | 9,0        | 8,4        | 7,9        | 7,5        | 7,0        | 6,6        | 7,0        |
| Source : Insee.                                  |            |            |            |            |            |            |            |

### Mouvements naturels sur la période 2014-2022
En 2014, 21 204 naissances ont été dénombrées contre 8 728 décès. Le nombre annuel des naissances a diminué depuis cette date, passant à 18 068 en 2022, indépendamment à une augmentation, mais relativement faible, du nombre de décès, avec 10 134 en 2022. Le solde naturel est ainsi positif et diminue, passant de 12 476 à 7 934.

## Densité de population
La densité de population est en augmentation depuis 1968, en cohérence avec l'augmentation de la population.
En 2021, la densité était de 2 668,4 hab./km2.
| 1968 |  | 2019.6 |  |

| 1975 |  | 2161.2 |  |

| 1982 |  | 2133.7 |  |

| 1990 |  | 2186.3 |  |

| 1999 |  | 2247.8 |  |

| 2010 |  | 2428.7 |  |

| 2015 |  | 2568.4 |  |

| 2021 |  | 2668.4 |  |

## Répartition par sexes et tranches d'âge
La population de la métropole de Lyon est plus jeune qu'au niveau national.
En 2021, le taux de personnes d'un âge inférieur à 30 ans s'élève à 41,7 %, soit au-dessus de la moyenne nationale (35,1 %). À l'inverse, le taux de personnes d'âge supérieur à 60 ans est de 21 % la même année, alors qu'il est de 26,6 % au niveau national.
En 2021, le département comptait 679 561 hommes pour 744 508 femmes, soit un taux de 52,28 % de femmes, légèrement supérieur au taux national (51,61 %).
Les pyramides des âges de la métropole de Lyon et de la France s'établissent comme suit.
| Hommes | Classe d’âge | Femmes |
| ------ | ------------ | ------ |
| 0,7    | 90 ou +      | 1,6    |
| 5,9    | 75-89 ans    | 8,1    |
| 12     | 60-74 ans    | 13,6   |
| 17,4   | 45-59 ans    | 16,8   |
| 20,8   | 30-44 ans    | 19,7   |
| 23,7   | 15-29 ans    | 23     |
| 19,6   | 0-14 ans     | 17,1   |

| Hommes | Classe d’âge | Femmes |
| ------ | ------------ | ------ |
| 0,7    | 90 ou +      | 1,9    |
| 7,0    | 75-89 ans    | 9,5    |
| 16,6   | 60-74 ans    | 17,5   |
| 20,0   | 45-59 ans    | 19,5   |
| 18,8   | 30-44 ans    | 18,3   |
| 18,3   | 15-29 ans    | 16,7   |
| 18,6   | 0-14 ans     | 16,7   |

## Répartition par catégories socioprofessionnelles
La catégorie socioprofessionnelle des cadres et professions intellectuelles supérieures est surreprésentée par rapport au niveau national. Avec 16,2 % en 2021, elle est 6,1 points au-dessus du taux national (10,1 %). La catégorie socioprofessionnelle des retraités est quant à elle sous-représentée par rapport au niveau national. Avec 20,4 % en 2021, elle est 6,4 points en dessous du taux national (26,8 %).
| Catégorie socioprofessionnelle                    | 2015      | 2015 | 2021      | 2021 | Détails de l'année 2021 | Détails de l'année 2021 | Détails de l'année 2021            | Détails de l'année 2021            | Détails de l'année 2021            |
| Catégorie socioprofessionnelle                    | Nb        | %    | Nb        | %    | Hommes                  | Femmes                  | Part en % de la population âgée de | Part en % de la population âgée de | Part en % de la population âgée de |
| Catégorie socioprofessionnelle                    | Nb        | %    | Nb        | %    | Hommes                  | Femmes                  | 15 à 24 ans                        | 25 à 54 ans                        | 55 ans ou +                        |
| ------------------------------------------------- | --------- | ---- | --------- | ---- | ----------------------- | ----------------------- | ---------------------------------- | ---------------------------------- | ---------------------------------- |
| Agriculteurs exploitants                          | 415       | 0,0  | 439       | 0,0  | 332                     | 108                     | 0,0                                | 0,0                                | 0,1                                |
| Artisans, commerçants, chefs d'entreprise         | 34 239    | 3,1  | 39 107    | 3,3  | 28 538                  | 10 569                  | 0,7                                | 5,0                                | 2,4                                |
| Cadres et professions intellectuelles supérieures | 156 492   | 14,0 | 190 264   | 16,2 | 108 292                 | 81 972                  | 4,5                                | 26,7                               | 7,4                                |
| Professions intermédiaires                        | 179 727   | 16,1 | 189 066   | 16,1 | 83 970                  | 105 096                 | 10,6                               | 24,7                               | 6,4                                |
| Employés                                          | 175 058   | 15,7 | 172 518   | 14,7 | 50 162                  | 122 356                 | 14,1                               | 20,1                               | 6,9                                |
| Ouvriers                                          | 107 229   | 9,6  | 101 659   | 8,7  | 82 139                  | 19 520                  | 6,8                                | 12,4                               | 4,2                                |
| Retraités                                         | 243 014   | 21,8 | 238 612   | 20,4 | 102 612                 | 136 000                 | 0,0                                | 0,1                                | 63,3                               |
| Autres personnes sans activité professionnelle    | 219 503   | 19,7 | 239 502   | 20,4 | 94 676                  | 144 827                 | 63,2                               | 10,9                               | 9,2                                |
| Ensemble                                          | 1 115 678 | 100  | 1 171 168 | 100  | 550 722                 | 620 447                 | 100                                | 100                                | 100                                |
| Sources : Insee,.                                 |           |      |           |      |                         |                         |                                    |                                    |                                    |